# Grudziądz
Grudziądz (németül: Graudenz, latinul: Graudensis, oroszul: Грудзёндз) járási jogú város Lengyelországban, a Kujávia-pomerániai vajdaságban a Visztula mentén. 1975-1998 a város a toruńi vajdasághoz tartozott. A város lakosainak száma 99 003, a vajdaságon belül a negyedik legnagyobb város, Lengyelországban a 40. helyet foglalja el. A város a délkör mentén 12,5 km hosszú, rá merőlegesen csak 6,2 km. Az Osa folyó torkolatától délre a Forteczna sziget (86,1 m a tengerszint felett) és a Strzemięcińska sziget 79,3 m a tengerszint felett) emelkedik ki a Visztulából.
Grudziądz a Visztula 835. folyamkilométerénél fekszik. A folyó medrének szélessége a város területén 320–500 m között változik, a folyó esése 0,18%. A meder legnagyobb mélysége eléri a 9 métert.

## Története
Az ember első nyomai az újkőkorból valók, mintegy i.e. 8000-ről.
A várost 1291-ben alapították és chełmnoi városjogokat kapott. A régi okiratokban többféleképpen szerepel: Grudenc, Grudencz, Grawdencz, Graudentum, Grudentz, Grudenz, Graudenz.

### Kalendárium
- 1064. – Grudziądz várának első említése
- 1065. április 11. – a város alapításának napja
- 1207. – Mazóviai Konrád meghódítja a chełmnoi földeket, Grudziądzzal együtt.
- 1218. – Oliwai Christian püspöknek adományozzák a várost.
- 1231. – A Német Lovagrend elfoglalja Grudziądzot.
- A 13. században felépül a lovagrend vára, mely 1945-ben semmisül meg.
- 1291 június 18-án állítják ki a város privilégiumairól szóló oklevelet, mely többek között pontosan kijelöli a város határait is.
- 1410. július és augusztus fordulója - Jagelló Ulászló rövid időre elfoglalja Grudziądzot.
- 1454. február 8. – A Porosz Szövetség elfoglalja a várost - véget ér a lovagrend uralma.
- 1466. október 19. A II. toruńi béke – Grudziądzot és az egész királyi Poroszországot Lengyelországnak itélik.
- 1522. március 21. – Kopernikusz a királyi Poroszország Grudziądzban ülésező szejmjében ismertette nagy jelentőségű közgazdasági munkáját a monetáris politikáról De aestimatione monetae címen.
- 1622. – Jezsuiták telepednek meg a városban.
- 1624. március 12. Benedekrendi apácák érkeznek Grudziądzba.
- 1655–1659. – svéd megszállás.
- 1703. – újabb svéd megszállás.
- 1707 – 1718 – orosz megszállás
- 1772szeptember 21. – Lengyelország első felosztása - Grudziądz porosz fennhatóság alá kerül.
- 1776. június 6. – Megkezdődik a citadella építése.
- A 18. század vége - rövid időre a porosz király udvarával együtt a városba helyezi székhelyét.
- 1801. – Megkezdik a keresztesek várának lebontását.
- 1806/1807. – Napóleon hadserege megkísérli elfoglalni Grudziądzot, de Courbiere visszaveri.
- 1920. január 23. – 147 évnyi porosz uralom után Grudziądz visszatér Lengyelországba.
- 1939. szeptember 4. – A német megszállás kezdete, a németek tömeges bűntettei a városban és a környéken.
- 1945 március 6. – A Vörös hadsereg elfoglalja a várost.
- 1990. május 27. – A háború utáni első szabad választás.

## Műemlékek

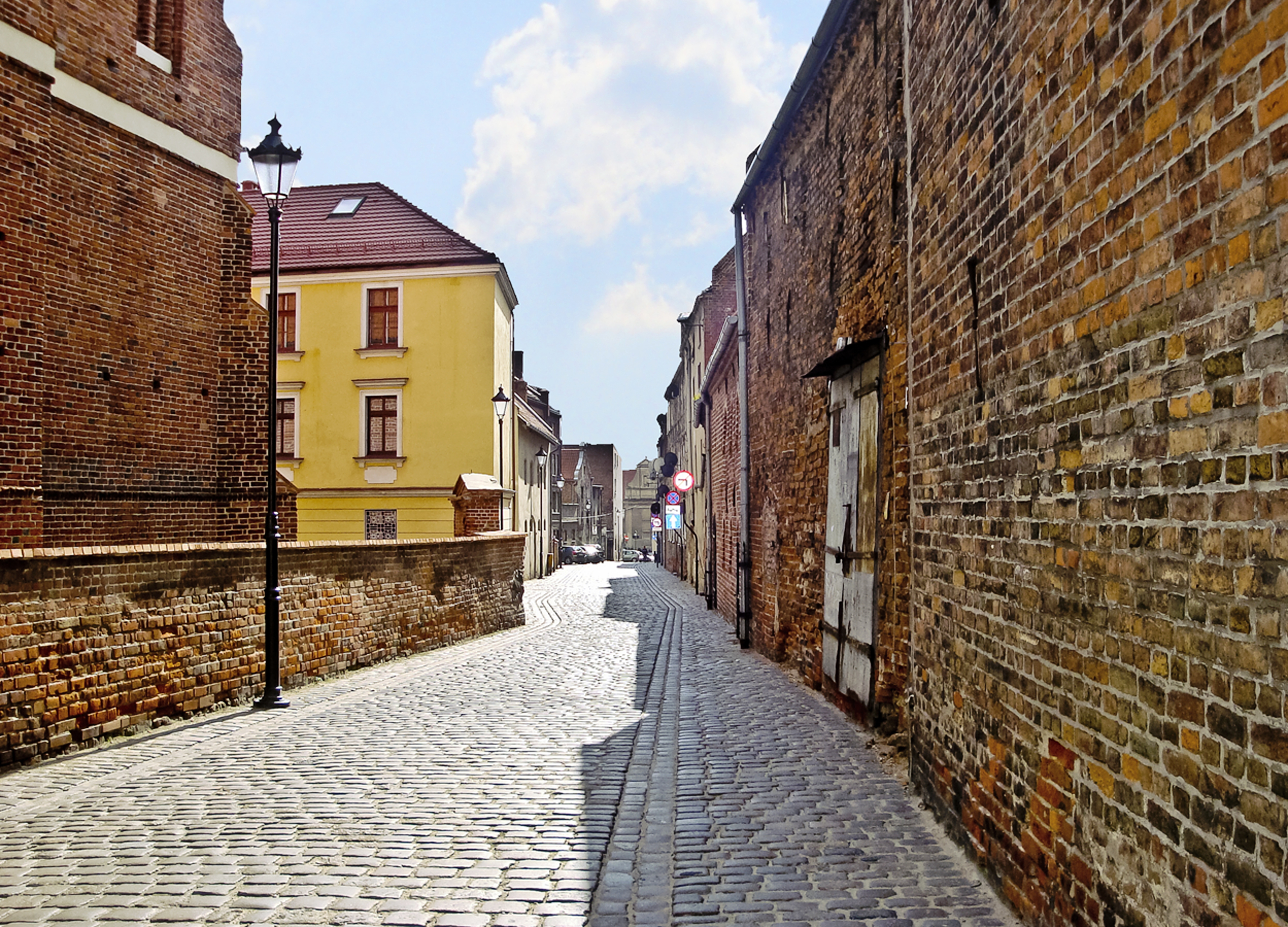
Grudziądz ul. Spichrzowa (Magtár utca)
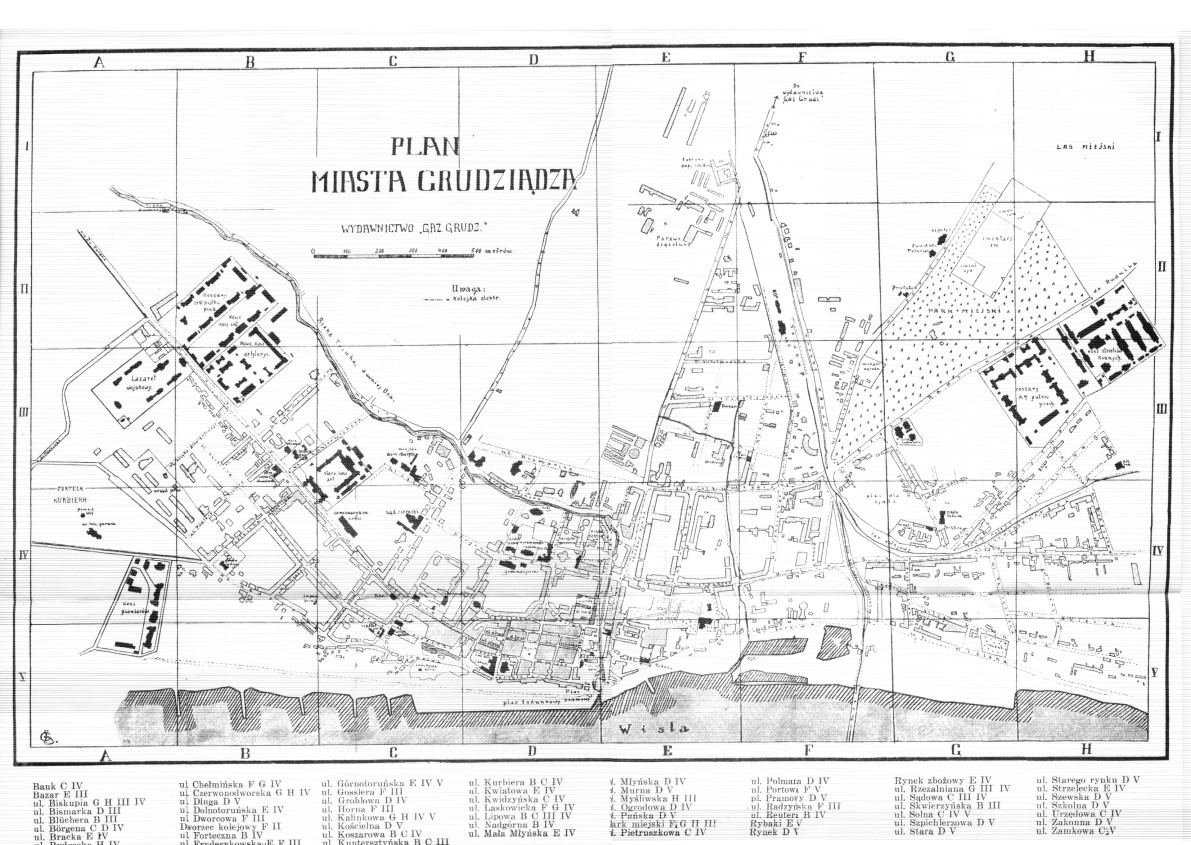
Grudziądz térképe 1913-ból
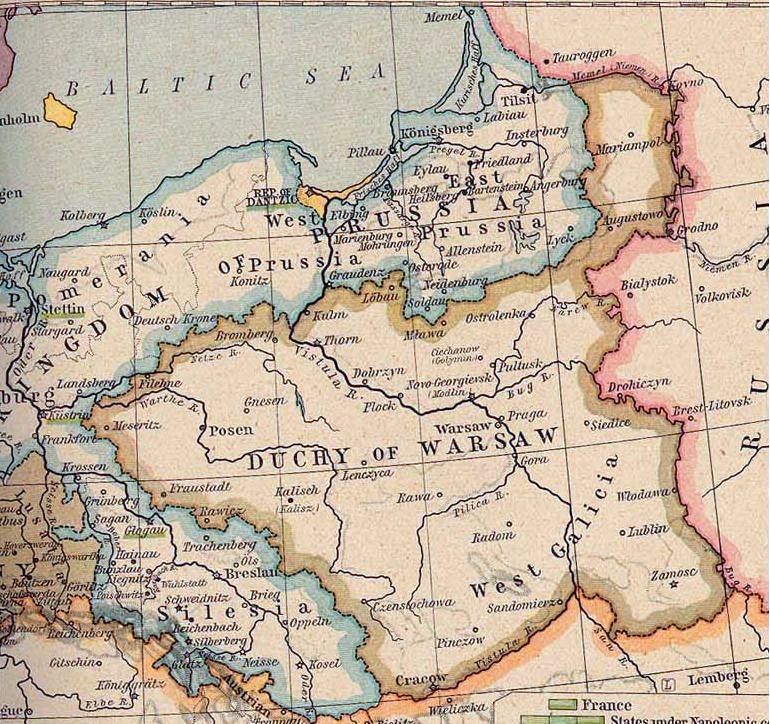
Varsói Hercegség 1807-1815
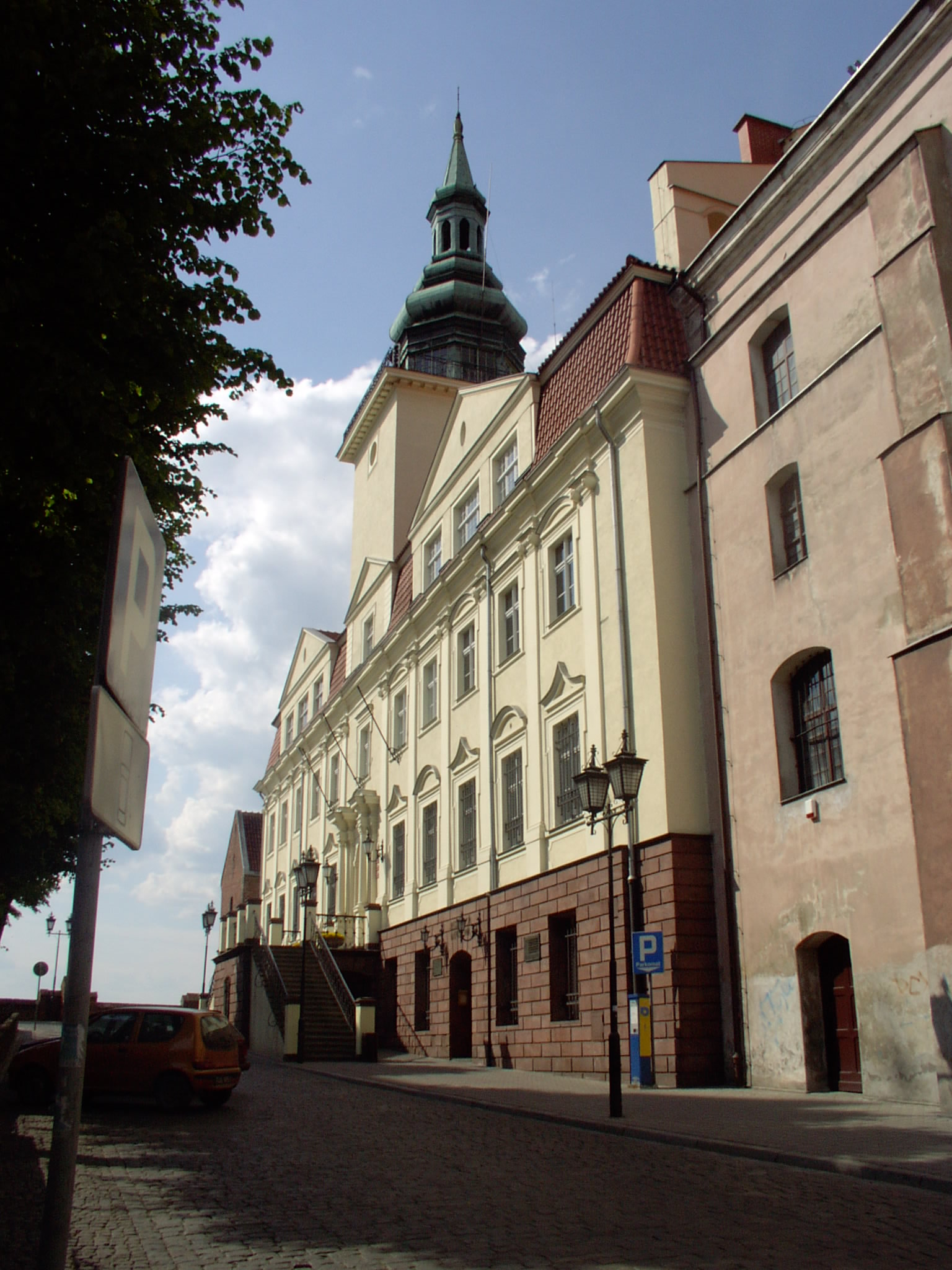
A városháza homlokzata
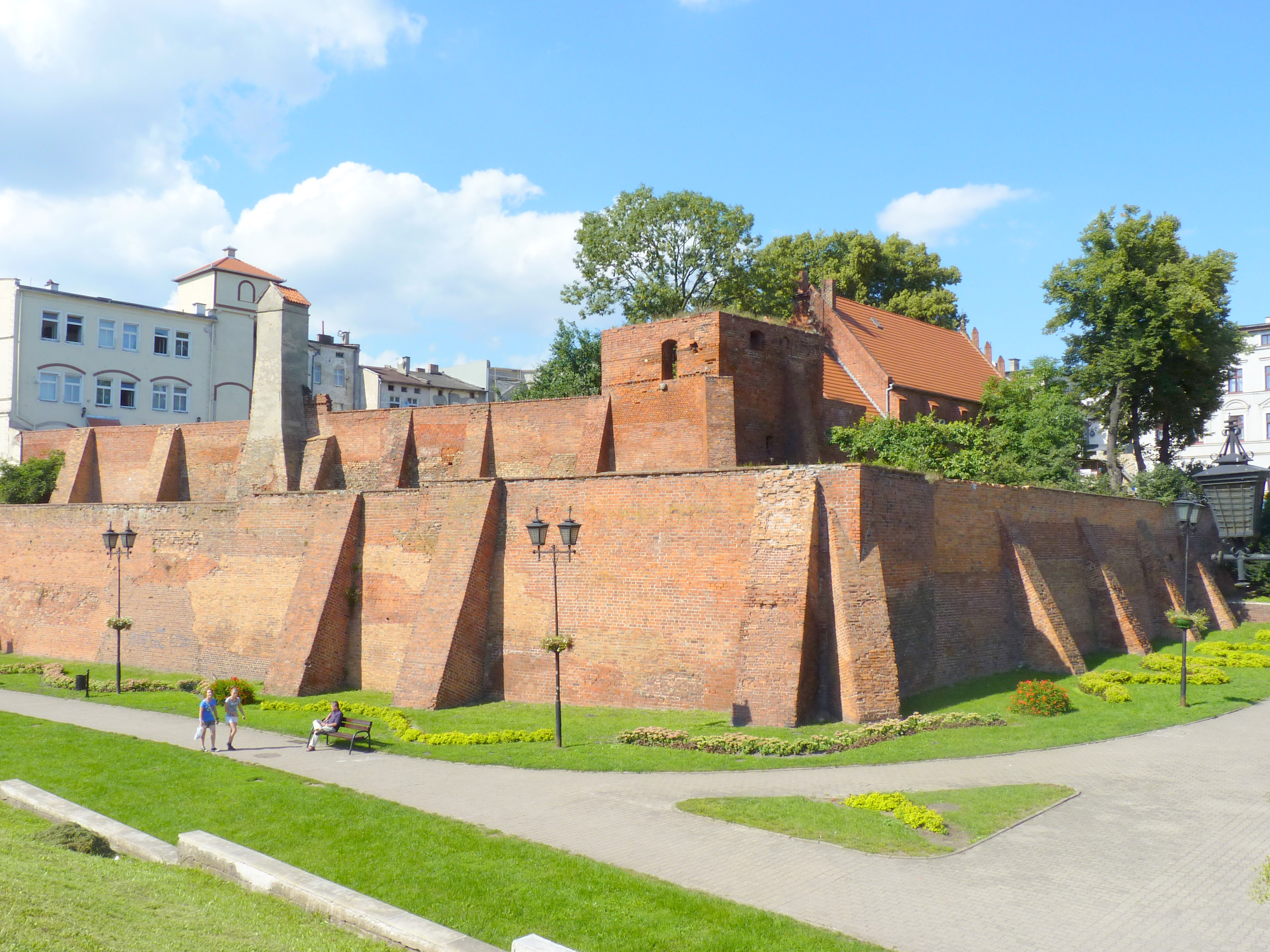
Városfalak
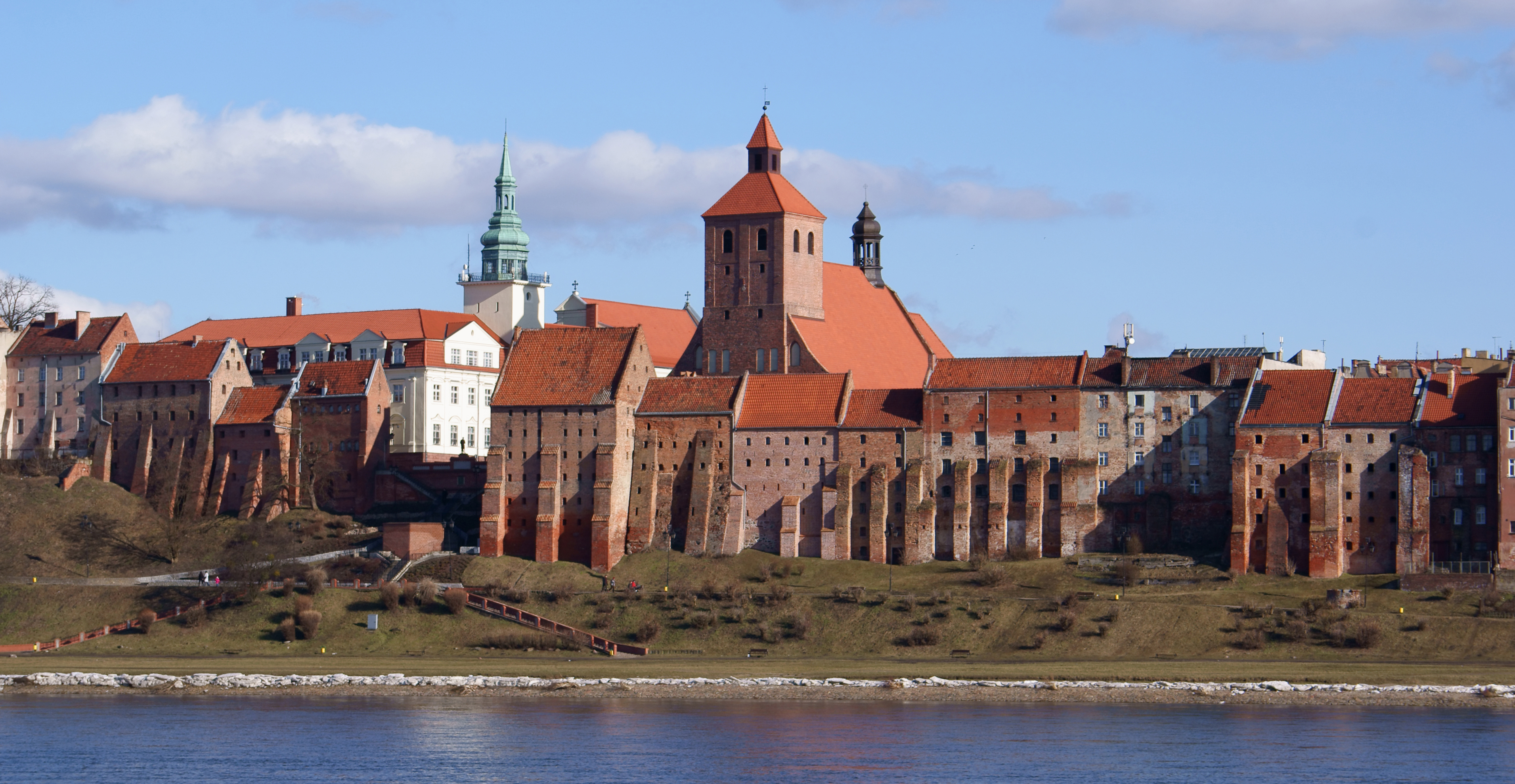
Magtárak
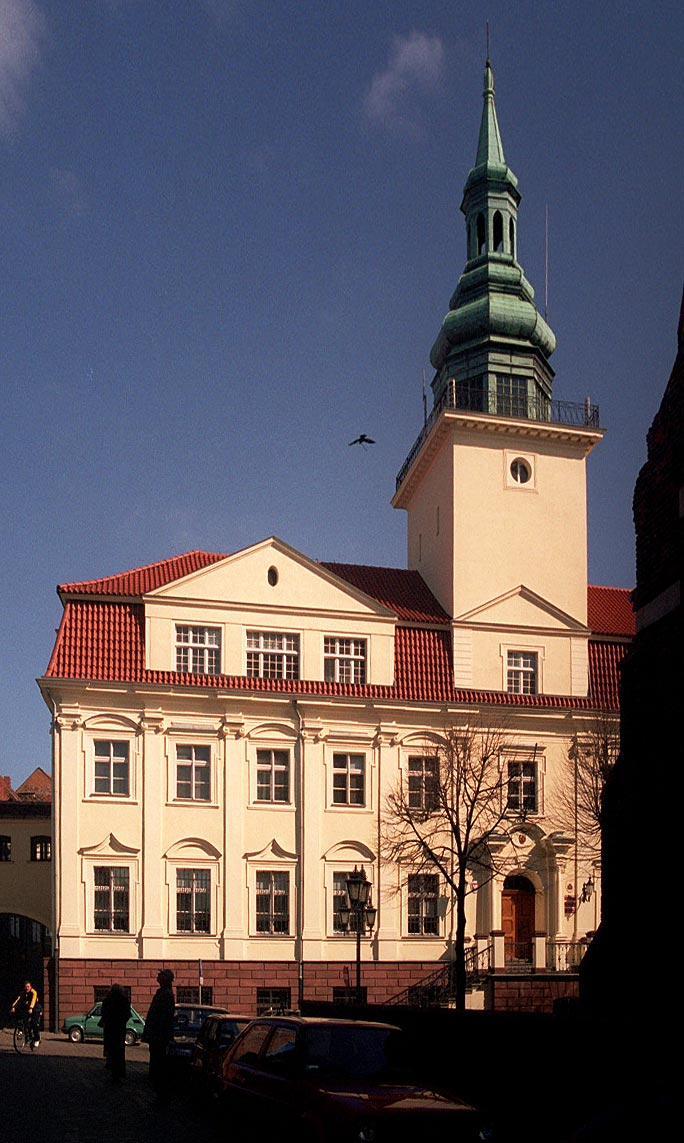
Az egykori jezsuita kollégium
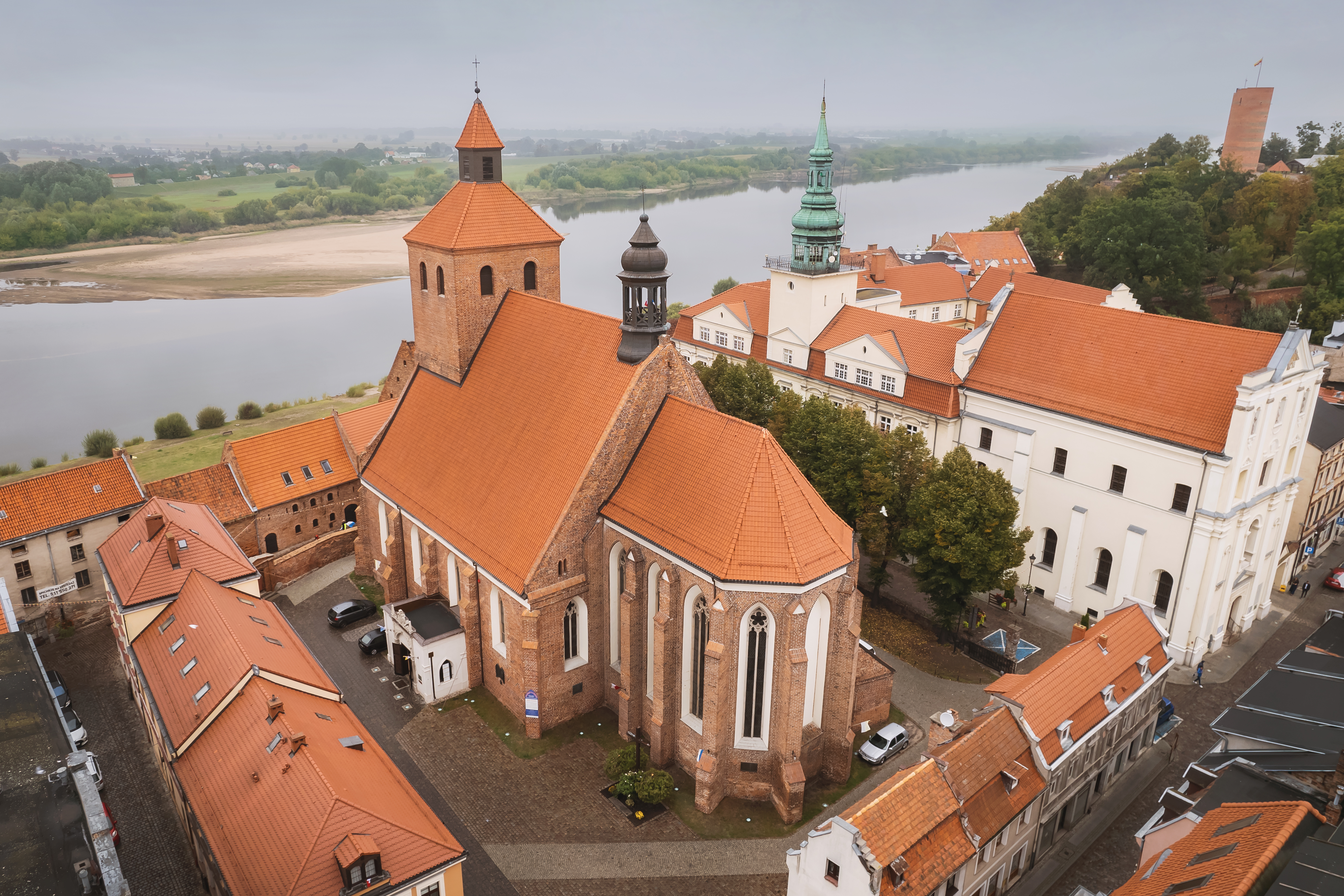
Szent Miklós templom

Grudziądz középkori műemlékei az Európai téglagótika útjához tartoznak.
- Középkori belváros (Óváros) épülete és egész városszerkezete.
- Városfalak a 14.-15. századból (többek között a Vízikapu: Brama Wodna).
- A várhegyen a keresztesek várának maradványai a 14. századból.
- A városnak a Visztula felé eső oldalán a 13.-17. század között épült magtárak.
- A citadella, melynek ostromát sikeresen hárította el Courbiere báró. Az erődítmények a 18.-19. század fordulóján épültek.
- Felsőreáliskola (Wyższa Szkoła Realna w Grudziądzu) épülete.
- Az egykori Tanítóképző (Seminarium Nauczycielskiego) épülete.
- Az egykori szabadkőműves páholy.

### Vallásos műemlékek
- A benedekrendi apácák egykori barokk kolostora: a kolostor épületei a 18. századból, Szentlélek templom a 14. századból, átépítve a 17. században, az ú.n. Apátnők palotája a 18. századból.
- Régi evangélikus templom
- Helyőrségi templom
- Szent János templom
- Szent György kápolna
- Szent Kereszt templom
- Szent Miklós templom (plébániatemplom), jelenleg társaskáptalan a 13-15. századból.
- Legszentebb Szűz Mária Szeplőtelen Szíve templom.
- Barokk jezsuita épületek: Xavéri Szent Ferenc templom a 18. századból, kollégium a 17.-18. századból (jelenleg Városi hatóságok épülete)
- Minorita templom és egykori kolostor a 18. század közepéről, jelenleg Szent Kereszt templom és börtön.
- Híres gótikus oltárkép a 14-15. század fordulójáról. Eredetileg a keresztes várkápolnában állt, jelenleg a Varsói Nemzeti Múzeumban van kiállítva.

## Külső hivatkozások
Lengyelül:
- Grudziądz hivatalos honlapja
- Régi monográfiák és útikönyvek
  - Ignacy Żniński: Grudziądz, Grudziądz 1913
  - Władysław Szołdrski: Kronika benedyktynek grudziądzkich, (A grudziądzi benedekrendi apácák krónikája, Pelplin 1935.